# Her Majesty
Her Majesty je píseň britské hudební skupiny The Beatles. Jako autoři jsou uvedeni John Lennon a Paul McCartney, píseň je však samostatným dílem Paula McCartneyho.

## Nástrojové obsazení
- Paul McCartney – zpěv, akustická kytara

Na nahrávce jsou dále slyšet další nástroje ostatních členů skupiny, které pocházejí ze závěrečného akordu písně Mean Mr Mustard.

## Nahrávací frekvence
Píseň byla zkoušena na frekvencích pro film Let It Be během ledna 1969, ale neobjevila se v něm.
Finální nahrávka vznikla 2. července 1969 během frekvencí pro album Abbey Road. McCartney se do nahrávacího studia EMI Abbey Road dostavil dříve než ostatní a pořídil tři záznamy písně, pro finální verzi byl použit poslední z nich. McCartney se nejprve rozhodl nahrávku zařadit na druhou stranu LP Abbey Road mezi písně Mean Mr Mustard a Polythene Pam. Při mixáži alba 30. července 1969 McCartney požádal zvukaře Johna Kurlandera, aby píseň z alba vystřihl a zahodil. Ten měl ale od EMI pokyn neničit nic, co kdy Beatles nahrají. Kus pásky s písní tedy z alba sice vystřihl, ale přilepil ho na konec druhé strany a od původně poslední písně The End ho oddělil 20 sekundami. Když to McCartney druhý den slyšel, rozhodl se, že píseň na albu ponechá. Někteří autoři uvádějí odlišnou délku pauzy, například Antonín Matzner hovoří o 18sekundové.

## Hudební stránka
Doprovod písně je velmi jednoduchý – McCartney se při zpěvu sám doprovází na akustickou kytaru. Výsledná nahrávka je dlouhá 23 sekund a je nejkratší nahrávkou Beatles.
Střih nahrávky je velmi nepřesný. Na začátku zůstal závěrečný akord D-dur z písně Mean Mr Mustard, který byl zamýšlen jako překvapivý spoj mezi oběma skladbami. Na konci písně chybí závěr kytarového doprovodu – poslední tón je slyšet v úvodu Polythene Pam.
Mix nahrávky začíná na pravé straně sterea a pomalu přechází na stranu levou.

## Vydání
Píseň vyšla na albu Abbey Road, ve Velké Británii 26. září 1969 na značce EMI-Apple pod katalogovým číslem PCS 7088, v USA album vyšlo 1. října 1969.
Album bylo vydáno v roce 1987 na CD pod katalogovým číslem 0777 7 46446 2 4.

## Vydavatelská práva
Vydavatelská práva vlastní od roku 1969 společnost Northern Songs Ltd.

## Ukázka textu
Her majesty's pretty nice girl / but she doesn't have a lot to say. / Her majesty's pretty nice girl / but she changes from day to day.

### Český překlad
Její Veličenstvo je moc hezká dívka, / ale nemá mnoho co říct. / Její Veličenstvo je moc hezká dívka, / ale ze dne na den se mění.